# Операција Кањон Елдорадо
Операција Кањон Елдорадо (енгл. Operation El Dorado Canyon) је кодни назив за ваздушну операцију авиона САД против стратешких циљева у либијским градовима Триполију и Бенгазију 15. априла 1986. Напад је дошао као одговор на тадашње подржавање тероризма од стране либијског режима Моамера Гадафија.

## Мотиви за напад
Након приближавања Египта и Израела после уговора у Кемп Дејвиду, Либија се окреће Совјетском Савезу, а тензије између Египта и Либије 1977. године резултују и кратким пограничним сукобом две државе. Либијска је влада седамдесетих година финансирала низ терористичких и паравојних формација у свету, од Црних пантера и Нације ислама у Сједињеним Државама па до северноирске терористичке организације ИРА, а Либија у то време пружа и уточиште палестинским удружењима. Либијски агенти су редовно у иностранству изводили атентате на либијске критичаре, уз то су директно или индеректно умешани у низ терористичких напада широм Европе. У децембру 1985. изведени су палестински терористички напади на бечки и римски аеродром као одмазда за израелско бомбардовање штаба ПЛО-а у Тунису, оставивши иза себе више од двадесет мртвих. Америчка је администрација оптужила Либију да стоји иза напада, а у јануару 1986. изнела и доказе о либијској умешаности у нападе на аеродроме. САД су увеле економске санкције Либији, које је отупило споро повлачење америчких нафтних компанија из либијских послова, те позвао око хиљаду америчких грађана на одлазак из Либије.

### Пређашњи инциденти
Први оружани сукоб Сједињених Држава и Либије догодио се још неколико година раније, када су током америчких маневара у Заливу Сидра 1981. године срушена два либијска ловца. У јануару 1986. америчка је ратна морнарица почела једнонедељну вежбу у међународним водама близу либијске обале, на шта је Либија у међународним водама Залива Сидра прогласила линију чије ће кршење санкционисати ватреним одговором. Реакцију Сједињених Држава на либијско разметање није требало дуго чекати - марта 1986. одржани су нови велики амерички поморски маневри у Медитерану који су укључивали и три носача авиона. Дана 24. марта амерички су авиони повредили проглашену либијску зону забране лета, на што је либијска војска реаговала испаљивањем пројектила на америчке авионе. Одговор је уследио већ с падом мрака нападом америчких авиона на неколико либијских патролних чамаца, при чему је потопљен најмање један брод а педесетак либијских морнара убијено. Амерички поморски маневри у Медитерану завршени су 28. марта, а Бела кућа је поверовала да је Либија примила поруку и у Заливу Сидра научила лекцију. Но, Гадафи је двобој са Сједињеним Државама назвао либијским тријумфом и није показивао намеру да одустане од дотадашњег смера либијске спољашње политике. На масовном скупу подршке у Триполију, прогласио је ратно стање са Сједињеним Државама, након чега је уследила нова терористичка акција на амерички циљ. Наиме, 5. априла 1986. изведен је бомбашки напад на берлинску дискотеку коју су посећивали амерички војници, при чему је шест војника убијено. Сједињене Државе су за тај напад поновно оптужиле Либију, а као необориви доказ либијске умешаности у напад послужила је пресретнута порука између либијске мисије у источном Берлину и централе у Либији. Као противмеру за напад на дискотеку западнонемачка влада је протерала двојицу либијских дипломата, но Сједињене Државе припремиле су одлучнији одговор.

## Војна акција
Десет дана након терористичког напада, 15. април 1986, 18 америчких бомбардера Ф-111 полетело из Уједињеног Краљевства и након дугог лета преко целог европског континента напало циљеве око главног либијског града Триполија. Истовремено су морнарички авиони с носача авиона у Медитерану бомбардовали циљеве у граду Бенгазију, а на мети америчких авиона нашле су се касарне и аеродром либијске војске код Бенине, лука у Триполију те Гадафијева председничка резиденција. У америчким ваздушним нападима на Либију погинуло је 37 људи а једна од жртава била је и Гадафијева усвојена петнаестомесечна кћер, но сам Гадафи прошао је без озледа. Због смрти кћерке је обећао да ће Регану да одсече нос, али га је смрт Регана спречила да оствари своје обећање. У нападу је срушен један амерички авион Ф-111, а пилоти су погинули. Упркос губитка двојице пилота, Пентагон је био задовољан акцијом Морнарице и Ратног ваздухопловства. Глобалне реакције на амерички ваздушни напад на Либију углавном су биле осуђујуће, а већина америчких савезника у Европи такође је критиковала напад. Совјетски Савез је у знак протеста отказао планирани сусрет свог министра спољашњих послова с америчким државним секретаром, но већина америчких грађана очекивано је подржала напад.

## Последице
У општем прекиду односа са Западом, из Либије су депортовани многи западњаци, но ваздушни напад на Либију није се показао дугорочно продуктивним. У раздобљу након америчког удара догодило се неколико нових терористичких напада и припрема терористичких акција за које је оптужена Либија. Најпознатија либијска терористичка акција након 1986. године била је рушење Пан Амовог авиона изнад града Локербија у Шкотској 1988, а Либији су 1992. године због одбијања изручења агената оптужених за извођење акције изнад Локербија, уведене санкције. Током друге половине осамдесетих либијска се привреда налазила у веома тешком стању, а деведесетих година Гадафијева позиција у земљи почиње слабити те је он у два наврата суочен с покушајима војног удара и крвавим демонстрацијама. Стога је Либија поступно одустала од своје политике инаћења према међународној заједници и побољшавала односе са Западом, да би напослетку 2003. године била примљена у међународну заједницу, и то без промене лидера.